# Número de Cunningham
En matemáticas, específicamente en teoría de números, un número de Cunningham es un cierto tipo de número entero llamado así por el matemático inglés A. J. C. Cunningham.

## Definición
Los números de Cunningham son un tipo simple de número binomial, y tienen la forma
{\displaystyle b^{n}\pm 1}
donde b y n son números enteros y b no es un potencia perfecta. Se denotan C±(b, n).

## Primalidad
Establecer si un número de Cunningham dado es primo o no ha sido el foco principal de la investigación en torno a este tipo de número. Dos familias particularmente famosas de números de Cunningham a este respecto son los números de Fermat, que son los de la forma C+(2,2m), y los primos de Mersenne, que son de la forma C−(2 ,N).
Cunningham trabajó en la recopilación de todos los datos conocidos sobre cuáles de estos números eran primos. En 1925 publicó tablas que resumían sus hallazgos con H. J. Woodall, y en el tiempo intermedio se han realizado muchos cálculos para llenar estas tablas.